# Anvers-Gand-Anvers
Anvers-Gand-Anvers, appelée aussi Omloop van De Dag, est une ancienne course cycliste belge, organisée de 1931 à 1944 entre Anvers et Gand, villes situées en Région flamande. 

## Palmarès
| Année | Vainqueur        | Deuxième            | Troisième             |
| ----- | ---------------- | ------------------- | --------------------- |
| 1931  | Gérard Loncke    | Joseph Dervaes      | Alfred Hamerlinck     |
| 1935  | Leo De Ryck      | Lucien Verdyck      | Léopold Roosemont     |
| 1936  | Marcel Kint      | Maurice Seynaeve    | Petrus Van Theemsche  |
| 1937  | Albert Hendrickx | Sylvain Grysolle    | Jules Depoorter       |
| 1938  | Joseph Huts      | Michel D'Hooghe     | Maurice Croon         |
| 1939  | Marcel Kint      | André Defoort       | André Heydens         |
| 1940  | Albert Hendrickx | Robert Naeye        | Georges Christiaens   |
| 1941  | Louis Busschops  | Jozef Vankerckhoven | Amand Gilles          |
| 1942  | Edward Van Dyck  | Georges Claes       | Rene Dick             |
| 1943  | Emiel Faignaert  | Prosper Depredomme  | Adolphe Vandenbossche |
| 1944  | Lode Poels       | Georges Claes       | Gustaaf Van Overloop  |